# Parandríneos
Parandríneos (Parandrinae) é uma subfamília de coleópteros da família Cerambycidae.

## Tribos
- Erichsoniini Thomson, 1861
- Parandrini Blanchard, 1845